# Stanisław Wojciech Garlicki
Stanisław Wojciech Garlicki (ur. 2 maja 1902 w Warszawie, zm. 25 września 1972 tamże) – polski działacz socjalistyczny, adwokat. 

## Życiorys
Urodził się w rodzinie Wacława Hipolita, krawca, i Aleksandry z Siekierskich. Uczył się w Szkole Ziemi Mazowieckiej, a następnie od 1914 w Gimnazjum im. Stanisława Staszica w Warszawie, które ukończył i w czerwcu 1920 zdał maturę. Jako uczeń był członkiem Związku Młodzieży Postępowo-Niepodległościowej (od 1918 Związku Polskiej Młodzieży Socjalistycznej). W 1917 wstąpił do Polskiej Partii Socjalistycznej, a w 1920 do Związku Niezależnej Młodzieży Socjalistycznej. W 1919 wziął udział w I powstaniu śląskim, a od lipca do listopada 1920, podczas wojny polsko-bolszewickiej, służył ochotniczo w 8 pułku artylerii polowej. Po demobilizacji krótko pracował w Komisariacie Rządu na m.st. Warszawę.
Od stycznia 1921 studiował na Wydziale Prawa Uniwersytetu Warszawskiego, który ukończył w 1926. Odbył aplikację sądową i adwokacką w Warszawie, a w latach 1928–1929 pracował także w Okręgowym Związku Kas Chorych. Następnie studiował filozofię. Od 1931 pracował jako radca prawny w ZUS, od 1933 prowadził praktykę adwokacką. Od kwietnia 1923 do 1926 członek Centralnego Wydziału Młodzieży Towarzystwa Uniwersytetu Robotniczego. Na I Zjeździe Kół Młodzieży TUR w Warszawie w lutym 1926 gdzie powołano Organizację Młodzieży TUR (OM TUR) wybrany został przewodniczącym Komitetu Centralnego. Pełnił tę funkcję do maja 1932. Następnie objął redakcję pisma OM TUR „Młodzi idą”. Członek Zarządu Głównego TUR i Komitetu Wykonawczego Związku Niezależnej Młodzieży Socjalistycznej. Od 1929 do 1931 pełnił funkcję zastępcy Stanisława Dubois w Referacie Harcerskim KC OM TUR który kierował strukturami Czerwonego Harcerstwa TUR.
Od 1927 do 1934 członek Warszawskiego Okręgowego Komitetu Robotniczego PPS. Od 1936 do lutego 1939 członek sądu partyjnego OKR PPS. Działał również w Lidze Obrony Praw Człowieka i Obywatela oraz Zrzeszeniu Prawników Socjalistów.
Na stopień podporucznika został mianowany ze starszeństwem z 1 stycznia 1935 i 1482. lokatą w korpusie oficerów rezerwy piechoty.
W 1938 wybrany z ramienia PPS do Rady Miejskiej Warszawy.
We wrześniu 1939 uczestniczył w wojnie obronnej jako podporucznik 82 pułku piechoty. 6 października 1939 w Woli Gułowskiej, po kapitulacji Samodzielnej Grupy Operacyjnej Polesie, dostał się do niemieckiej niewoli. Do maja 1945 przebywał w niemieckich oflagach.
Po powrocie do kraju włączył się w działania konspiracyjnej PPS-WRN. Był przeciwnikiem dalszej działalności konspiracyjnej i w październiku 1945 wraz z Zygmuntem Żuławskim wszedł do Komitetu Organizacyjnego Polskiej Partii Socjalno-Demokratycznej będącej kontynuacją przedwojennej PPS. Po nieudanej próbie legalizacji PPSD w grudniu 1945 wstąpił do „lubelskiej” PPS.
W lutym 1946 wybrany został członkiem egzekutywy Wojewódzkiego Komitetu PPS w Warszawie, jednak jego wybór nie został zatwierdzony przez Centralny Komitet Wykonawczy. W październiku 1948 usunięty z „lubelskiej” PPS. Później zaprzestał aktywności politycznej.
Od grudnia 1945 członek Rady Adwokackiej w Warszawie. Od 1952 prowadził praktykę adwokacką w ZA nr 1 w Warszawie. Od 1956 dziekan Rady Adwokackiej. Pełnił tę funkcję przez dwie kadencje. Od 1964 wiceprezes Naczelnej Rady Adwokackiej. Pracował w Zespole Adwokackim oraz do 1964 był głównym radcą prawnym ZUS.
Opublikował m.in. książkę pt. Urlopy pracownicze wypoczynkowe, okolicznościowe, macierzyńskie : komentarz, teksty, orzecznictwo, wyjaśnienia, skorowidz, wyd. 3, Warszawa: Wydawnictwo Prawnicze, 1966 (311 s.).
Był mężem Janiny z Łaszkiewiczów (1902–1999), ojcem historyka Andrzeja Garlickiego i prawnika Leszka Garlickiego.
Zmarł w Warszawie, pochowany na cmentarzu Powązkowskim (kwatera 29 wprost-4-14).

## Ordery i odznaczenia[1]
- Złoty Krzyż Zasługi
- Krzyż na Śląskiej Wstędze Waleczności i Zasługi
- Medal Pamiątkowy za Wojnę 1918–1921
- Złota Odznaka „Adwokatura PRL”